# Vassal Gadoengin
Vassal Gadoengin (ur. 1943, zm. 15 grudnia 2004) – nauruański polityk.
Po raz pierwszy dostał się do Parlamentu Nauru w 1997. Trzy lata później uzyskał reelekcję. Pełnił funkcję przewodniczącego parlamentu, zrezygnował ze stanowiska w styczniu 2003. Bez powodzenia startował w wyborach parlamentarnych w 2003, mandat poselski odzyskał rok później. Również w 2004 został ponownie wybrany spikerem izby. Kilka miesięcy później zmarł. Przyczyną zgonu był atak serca.